# پارک ملی الشریعه
پارک ملی الشریعه (به عربی: الحدیقة الوطنیة الشریعة) یک پارک ملی در الجزایر است که در Blida Province, Algeria واقع شده‌است.